# ون اورد
ون اورد (انگلیسی: Van Oord) شرکت مهندسی هلندی است، که در سال ۱۸۶۸ تأسیس شد.